# Roštín
Roštín település Csehországban, Kroměříži járásban. Roštín Chvalnov-Lísky, Staré Hutě, Salaš, Zdounky, Kostelany és Cetechovice településekkel határos. Lakosainak száma 704 fő (2024. január 1.).

## Népesség
A település lakosságának változását az alábbi diagram mutatja:
| Lakosok száma | 1135 | 1143 | 1174 | 994  | 773  | 693  | 705  | 676  | 654  | 704  |
|               | 1869 | 1900 | 1921 | 1961 | 1980 | 2011 | 2016 | 2019 | 2021 | 2024 |